# Les Nuits de Repentigny
Albums de Les Cowboys Fringants
Les Antipodes
(2019) Pub royal
(2024)
Les Nuits de Repentigny est un album studio des Cowboys fringants sorti en 2021. Cet album-surprise (en) regroupe 23 titres rejetés des albums précédents du groupe.

## Description
Lors du confinement pandémique du printemps 2020, le groupe publie sur ses médias sociaux des capsules vidéos intitulées « Les retailles de disques ». Après le confinement, durant une semaine à l'automne 2020, le groupe se retrouve et procède à l'enregistrement d'un « album sans prétention » regroupant les titres rejetés des albums précédents.
L'album sort en ligne le 12 mars, sur CD le 26 mars et sur vinyle le 23 avril 2021. Quatre pochettes différentes sont produites avec le visage de chaque membre du groupe dans un style rappelant Elvis Presley.

## Liste des titres
| No  | Titre                   | Paroles                     | Durée |
| --- | ----------------------- | --------------------------- | ----- |
| 1.  | En business             | J-F. Pauzé                  | 2:04  |
| 2.  | Épique Éric             | J-F. Pauzé                  | 3:43  |
| 3.  | Les Nuits de Repentigny | J-F. Pauzé                  | 3:43  |
| 4.  | Le P'tit Tommy          | J-F. Pauzé                  | 2:22  |
| 5.  | Le Long d'la 20         | J-F. Pauzé                  | 3:02  |
| 6.  | Anguille sous roche     | J-F. Pauzé                  | 1:07  |
| 7.  | Vidéo de la Pointe      | J-F. Pauzé et Karl Tremblay | 1:07  |
| 8.  | La Grippe               | J-F. Pauzé                  | 0:52  |
| 9.  | Fin d'hiver             | J-F. Pauzé                  | 2:40  |
| 10. | Le Clochard et la Lune  | J-F. Pauzé                  | 2:55  |
| 11. | Portrait #4             | Karl Tremblay               | 2:27  |
| 12. | Sous-sol                | J-F. Pauzé                  | 3:46  |
| 13. | Autodium                | J-F. Pauzé et Karl Tremblay | 0:46  |
| 14. | Rock camisole           | J-F. Pauzé et Karl Tremblay | 2:17  |
| 15. | Party d'pouel           | Karl Tremblay               | 2:18  |
| 16. | Noël brun               | J-F. Pauzé                  | 4:15  |
| 17. | Paul                    | J-F. Pauzé et Karl Tremblay | 0:28  |
| 18. | La Louisiane            | Karl Tremblay               | 3:20  |
| 19. | Fille de club           | J-F. Pauzé                  | 2:25  |
| 20. | Pizza Barbas            | J-F. Pauzé et Karl Tremblay | 0:32  |
| 21. | Dans son ciel           | Karl Tremblay               | 3:03  |
| 22. | Le Cœur battant         | Marie-Annick Lépine         | 2:43  |
| 23. | Graseille               | J-F. Pauzé et Karl Tremblay | 3:46  |

## Membres du groupe
- Karl Tremblay : chant, chœurs
- Jean-François Pauzé : guitare électrique, acoustique, classique, harmonica, chant, chœurs
- Marie-Annick Lépine : piano, claviers, accordéon, bandonéon métallophone, flûte traversière, flûte à bec, violon, violoncelle, mandoline, banjo, percussions, chant, chœurs
- Jérôme Dupras : Basse, chœurs